# Подорож до початку часів
«Подорож до початку часів» («Подорож у доісторичні часи», «Подорож у первісні часи») (чеськ. Cesta do pravěku) — чехословацький фантастичний художній фільм режисера Карела Земана, знятий в 1955 році. Це перший повнометражний комбінований фільм Земана, в якому він об'єднав гру акторів з ляльковою анімацією. Прем'єра фільму в Чехословаччині відбулася 5 серпня 1955 року. У 1966 році фільм був доповнений і показаний у США.
У цьому фільмі розповідається про подорож у часі, здійснену на човні чотирма підлітками, які потрапляють в далекі «доісторичні» періоди нашої планети. У фільмі показані різні викопні істоти. Моделі доісторичних тварин для фільму створювалися за малюнками тогочасних учених. Фільм можна дивитися дітям будь-якого віку.

## Сюжет
Чотирьох хлопчиків цікавить історія скам'янілого тваринного світу. Один з них (Їрка) бачив відбиток від якоїсь морської тварини, але не знає, що це за істота і в який час вона жила на Землі. Для того, щоб у всьому розібратися, три його старші товариші (Петр, Тонік, Єнда) відправляються на човні по річці, яка приводить їх у останній льодовиковий період.
На березі хлопці бачать шерстистого мамонта, а потім зустрічають пару шерстистих носорогів, які борються між собою, та зубра. Зійшовши в печері, хлопці знаходять роги великорогого оленя, кам'яні знаряддя первісних людей і наскельні малюнки.
Далі течія приводить у Третинний період. На березі з'являються різні доісторичні тварини, з-поміж яких дейнотерій, махайрод, гіпаріони, уїнтатерій. Їрка сходить на берег, а Петр вирушає на його пошуки. Тонік та Єнка відволікають палаючими гілками ягуара, що збирався напасти на Їрку (насправді ягуарів ще не було в третинний період). Потім вони тікають від фороракоса.
Течія річки веде в Мезозойську еру. На човен нападають птеранодони, але полишають його, отримавши відсіч. На березі хлопці спостерігають стиракозавра, стеноніхозаврів, у воді біля берега пасеться траходон. Також трапляється бронтозавр, а стегозавр бореться з цератозавром, перемагає, проте згодом помирає від ран. Хлопці наближаються оглянути його, Їрка жаліє стегозавра. Тим часом цератозавр розтрощує їхній човен. Юні дослідники вирішують змайструвати з дошок пліт.
Річка тече в Кам'яновугільний період, вливаючись у болото. У воді пропливає декілька амфібій. Їрка помічає меганевру та намагаючись її спіймати, губить свій записник. Повернувшись за ним, Їрка проганяє амфібію та возз'єднується з друзями.
Потік закінчується біля моря. На мілководді хлопці виявляють живого трилобіта і розуміє, що це його скам'янілість він знайшов раніше.

## Американська версія
Для американського прокату було дознято сцени, що обрамлюють сюжет. Головні герої (чиї імена змінені на американські, а самі хлопці показані зі спини), відвідують музей природничої історії. Вони купують капелюхи, які потім носять герої оригінального фільму. Хлопці потрапляють під магічний вплив індіанської скульптури, після чого вирушають до Центрального парку Нью-Йорка і дія переходить у подорож річкою.
Наприкінці чари зникають, але пошарпаний записник свідчить, що подорож відбулася насправді.

## Премії
- Державна премія імені Клемента Готвальда в 1953 році
- Гран-прі за дитячий фільм на МКФ 1955 року в Венеції
- Почесний диплом МКФ 1955 року в Единбурзі
- «Премія критики» на МКФ 1955 року в Мангеймі
- «Золота медаль» за кращий дитячий фільм у Москві в 1957 році

## У ролях
- Оригінальна версія
  - Йозеф Лукаш — Петр (Док)
  - Владімір Бейвал — Їрка (Джой, Жо-Жо)
  - Петр Геррман — Тонік (Тоні)
  - Зденєк Густак — Єнда (Бен)
- Американська версія
  - Віктор Бетрал — Джой / Жо-Жо
  - Чарльз Голдсміт — Бен
  - Джеймс Лукас — Док

## Інші назви
- Cesta Do Praveku, Cesta do pravěku
- Journey to the Beginning of Time, Journey to Prehistory
- Подорож до початку часів, Подорож в доісторичні часи, Подорож у первісні часи
- Voyage dans la préhistoire, Voyage dans les temps préhistoriques
- in die Reise Urzeit, in die Reise Urwelt
- Die Reise in die Urzeit
- Wyprawa w przyszłość
- Ihmemaailman salaisuudet